# James Faulkner
James Sebastian Faulkner (Hampstead, London, Egyesült Királyság, 1948. július 18. –) angol színész. 
Ismertebb szerepei Anselmo testvér A harag napja (2006) és Szent Pál a Pál, Krisztus apostola (2018) című filmekben. Randyll Tarlyt alakította a Trónok harca (2016–2017) televíziós sorozatban. 
Szinkronszínészként hangját kölcsönözte számos animációs film angol nyelvű változatában.

## Élete

### Származása, tanulmányai
A buckingamshire-i Farnham Royal kisvárosban járt iskolába, majd a shropsire-i Wellingtonban, a Wrekin College-ba. 1967–1970 között elvégezte a University of Londonhoz tartozó Central School of Speech and Drama színiakadémiát.

### Színészi pályája
1970-ben a főszerepet alakította az akadémia Csókolj meg, Katám! vizsgaelőadásán. Több színészügynökségtől kapott állásajánlatot. A Prospect Theatre társulatához szerződött, a Sok hűhó semmiért című előadásra, amely az 1970-es Edinburgh-i Fesztivál fő attrakciója volt. Ezután a Chichesteri Festival Theatre társulatában dolgozott, John Gielguddal és Edith Evansszal. Hamarosan a londoni West End színházában játszott Jean Anouilh Cher Antoine ou l’Amour raté (Kedves Antoine, avagy az elrontott szerelem) című színművében, amelynek első előadása után találkozhatott magával a szerzővel is.
Első filmszerepét 1972-ben kapta, Josef Strausst játszotta A keringőkirály című életrajzi filmben. 1976-ban a BBC Én, Claudius tévésorozatában Heródes Agrippa királyt formálta meg. 1979-ben szerepelt a Zulu Dawn: Lándzsák hajnalban című kosztümös kalandfilmben. Az Arthur Conan Doyle azonos című regényéből készült  A sátán kutyája (1988) című bűnügyi filmben a főgonoszt, Stapletont, a Jeremy Brett által megformált Sherlock Holmes ellenlábasát alakította. 1991-ben a P. D. James regényeiből készült Devices and Desires című brit romantikus tévésorozatban szerepelt. Az 1992-ben elkezdett Chesterfield lovagjai című kosztümös kalandfilmsorozatban szintén a főgonoszt, Mullins bárót játszotta.
A konklávé (2006) című filmdrámában Guillaume d’Estouteville bíborost, A Biblia-kód című 2008-as német sorozatban Rhades bíborost alakította. 2007-ben Smith ügynök volt a Hitman – A bérgyilkos című videójáték-adaptációban. 2016–2017 között Lord Randyll Tarly szerepét osztották rá a Trónok harca című fantasysorozat epizódjaiban.
Karakteres hangja miatt nagyszámú animációs film és videójáték angol nyelvű változatába hívták szinkronizálni. A Harry Potter és a Félvér Herceg című videójátékban Perselus Pitont szólaltatja meg.

### Magánélete
Felesége Kate Faulkner (születési neve nem ismert). Két gyermekük született. 
Faulkner egyik unokaöccse Paul Tisdale (1973–) hivatásos labdarúgó, a Bristol Rovers korábbi menedzsere.

## Filmográfia

### Film
| Év   | Magyar cím                         | Eredeti cím                                               | Szerep                           | Magyar hang     |
| ---- | ---------------------------------- | --------------------------------------------------------- | -------------------------------- | --------------- |
| 1972 | A keringőkirály                    | The Great Waltz                                           | Josef Strauss                    |                 |
| 1974 |                                    | The Abdication                                            | Magnus de la Gardie              |                 |
| 1975 | Neveletlenek                       | Conduct Unbecoming                                        | Edward Millington hadnagy        | Szakácsi Sándor |
| 1976 | Suttogó halál                      | Whispering Death                                          | Terrick                          | Tóth Tamás      |
| 1979 | Zulu Dawn – Lándzsák hajnalban     | Zulu Dawn                                                 | Teignmouth Melvill hadnagy       |                 |
| 1980 |                                    | Flashpoint Africa                                         | Ramon Funes                      |                 |
| 1981 | A szerelem oltárán                 | Priest of Love                                            | Aldous Huxley                    |                 |
| 1983 | Heuréka                            | Eureka                                                    | Roger                            | Rába Roland     |
| 1992 | Folytassa, Kolumbusz!              | Carry On Columbus                                         | Torquemada                       |                 |
| 1996 | Bűnidő                             | Crimetime                                                 | Crowley                          | Gáti Oszkár     |
| 1997 | Egy kölyök Aladdin udvarában       | A Kid in Aladdin's Palace                                 | Luxor                            | Jakab Csaba     |
| 1998 | A főbiztos                         | The Commissioner                                          | Gordon Cartwright                |                 |
| 1998 | Én kis állataim                    | All the Little Animals                                    | Mr. Stuart Whiteside             | Bácskai János   |
| 1998 | Vigo – Egy szenvedélyes élet       | Vigo                                                      | Dr. Gerard                       |                 |
| 2001 |                                    | Burning Down the House                                    | Hal Lander                       |                 |
| 2001 | Bridget Jones naplója              | Bridget Jones's Diary                                     | Geoffrey nagybácsi               | Horányi László  |
| 2002 | Fegyverek dallama                  | The Piano Player                                          | Nicholas Farrel                  |                 |
| 2003 | Enyém a vár                        | I Capture the Castle                                      | Aubrey Fox-Cotton                |                 |
| 2004 | Bridget Jones: Mindjárt megőrülök! | Bridget Jones: The Edge of Reason                         | Geoffrey nagybácsi               | Horányi László  |
| 2004 | ÖcsiKém 2. – A londoni küldetés    | Agent Cody Banks 2: Destination London                    | Lord Duncan Kenworth             | Barbinek Péter  |
| 2004 | ÖcsiKém 2. – A londoni küldetés    | Agent Cody Banks 2: Destination London                    | Lord Duncan Kenworth             | Rosta Sándor    |
| 2005 | Kubrick menet                      | Colour Me Kubrick                                         | Oliver                           | Verebély Iván   |
| 2006 | A konklávé                         | The Conclave                                              | Guillaume D'Estouteville bíboros |                 |
| 2006 | Az ügynökség                       | The Good Shepherd                                         | Lord Cooper                      |                 |
| 2006 | A harag napja                      | Day of Wrath                                              | Friar Anselmo                    | Ujréti László   |
| 2007 | T3I – A Csontváz-sziget            | The Three Investigators and the Secret of Skeleton Island | Bill                             |                 |
| 2007 | Hitman – A bérgyilkos              | Hitman                                                    | Smith Jamison ügynök             | Harsányi Gábor  |
| 2008 | Banki meló                         | The Bank Job                                              | Guy Singer                       | Perlaki István  |
| 2008 | Franklyn                           | Franklyn                                                  | Dr. Earlle / Bone tiszteletes    | Imre István     |
| 2009 | T3I – A titokzatos kastély         | The Three Investigators and the Secret of Terror Castle   | Stephen Terrill / Victor Hugenay |                 |
| 2011 | X-Men: Az elsők                    | X-Men: First Class                                        | svájci bankigazgató              | Várkonyi András |
| 2016 | Bridget Jones babát vár            | Bridget Jones's Baby                                      | Geoffrey nagybácsi               |                 |
| 2016 | Underworld – Vérözön               | Underworld: Blood Wars                                    | Cassius                          | Hirtling István |
| 2017 | A végső portré                     | Final Portrait                                            | Pierre Matisse                   |                 |
| 2017 | Atomszőke                          | Atomic Blonde                                             | „C”, az MI6 vezetője             | Beregi Péter    |
| 2018 | Pál, Krisztus apostola             | Paul, Apostle of Christ                                   | Szent Pál                        | Barbinek Péter  |
| 2018 |                                    | The Sonata                                                | Sir Victor Ferdinand             |                 |
| 2021 | Apró örömök                        | All Those Small Things                                    | Jonathan Robbins                 |                 |
| 2021 | Ketrecharc 4. – Lázadás            | Never Back Down: Revolt                                   | Julian                           |                 |
| 2022 |                                    | The Devil Conspiracy                                      | Vincini bíboros                  |                 |
| 2023 |                                    | Awareness                                                 | El Americano                     |                 |
| 2023 | Boudica: A háború istennője        | Boudica                                                   | idős druida                      |                 |
| 2024 | A kiküldetés                       | Chief of Station                                          | Williams igazgatóhelyettes       |                 |
| 2025 |                                    | The Last Supper                                           | Kajafás                          |                 |

### Televízió
| Év        | Magyar cím                         | Eredeti cím                     | Szerep                             | Megjegyzések                                                    |
| --------- | ---------------------------------- | ------------------------------- | ---------------------------------- | --------------------------------------------------------------- |
| 1974      | Szép remények                      | Great Expectations              | Bently Drummle                     | - tévéfilm - magyar hangja: - Gergely Róbert - Breyer Zoltán    |
| 1976      | Én, Claudius                       | I, Claudius                     | Heródes Agrippa király             | minisorozat (6 epizód)                                          |
| 1978      |                                    | Hazell                          | Gordon Gregory                     | 6 epizód                                                        |
| 1980      | Marsbéli krónikák                  | Martian Chronicles              | Mr. K                              | minisorozat (3 epizód)                                          |
| 1980      | Meghökkentő mesék                  | Tales of the Unexpected         | Patrick                            | 1 epizód                                                        |
| 1981      |                                    | Peter and Paul                  | Menahem                            | tévéfilm                                                        |
| 1984      | Átverés                            | Deceptions                      | Richard Blackwell                  | - minisorozat (2 epizód) - magyar hangja: - Kálid Artúr         |
| 1984–1985 |                                    | Minder                          | Apsimon / Ted Moore                | - 2 epizód - magyar hangja: - Ujréti László (Moore)             |
| 1985      |                                    | The Bill                        | Sidney Sharman                     | 1 epizód                                                        |
| 1986      |                                    | First Among Equals              | Simon Kerslake                     | minisorozat (10 epizód)                                         |
| 1988      | A Bourne rejtély                   | The Bourne Identity             | D’Anjou                            | - minisorozat (2 epizód) - magyar hangja: - Benkő Péter         |
| 1988      | A sátán kutyája                    | The Hound of the Baskervilles   | Stapleton                          | tévéfilm                                                        |
| 1989      | Agatha Christie: Poirot            | Agatha Christie's Poirot        | Eustace őrnagy                     | - 1 epizód - magyar hangja: - Szersén Gyula                     |
| 1989      |                                    | Bergerac                        | Anton Charet                       | 1 epizód                                                        |
| 1989      | Egy másik titok                    | Just Another Secret             | Markus Vogel                       | tévéfilm                                                        |
| 1990      | Vezércseléd                        | Un amour de banquier            | Laurent Leclair                    | tévéfilm                                                        |
| 1991      |                                    | Devices and Desires             | Dr. Alex Mair                      | minisorozat (6 epizód)                                          |
| 1991      | Morse felügyelő                    | Inspector Morse                 | Basilios Vasilakis                 | 1 epizód                                                        |
| 1991–1992 | Zorro                              | Zorro                           | Antonio Villero                    | 2 epizód                                                        |
| 1992      |                                    | Lovejoy                         | Alfredo Pereira                    | 1 epizód                                                        |
| 1992      |                                    | The Blackheath Poisonings       | Roger Vandervent                   | minisorozat (3 epizód)                                          |
| 1992      | Chesterfield lovagjai              | Covington Cross                 | John Mullens                       | 13 epizód                                                       |
| 1994      | Hegylakó                           | Highlander: The Series          | Marcus Constantine                 | - 1 epizód - magyar hangja: - Rajhona Ádám                      |
| 1994      |                                    | Wycliffe                        | Steven Lander                      | 1 epizód                                                        |
| 1997      | Apokalipszis                       | The Apocalypse Watch            | Sir Alexander Strong               | tévéfilm                                                        |
| 1997–1999 | Nikita, a bérgyilkosnő             | La Femme Nikita                 | Dominic / kihallgató               | 2 epizód                                                        |
| 1998      | Taggart felügyelő                  | Taggart                         | Robert Falkirk ezredes             | 1 epizód                                                        |
| 2000      | Az elveszett ereklyék fosztogatói  | Relic Hunter                    | Guy Rocher                         | 1 epizód                                                        |
| 2001      | A sárkány éve                      | The Lost Empire                 | Marcus Harding                     | minisorozat (2 epizód)                                          |
| 2008      | A Biblia-kód                       | Der Bibelcode                   | Rhades bíboros                     | 2 epizód                                                        |
| 2010      | Ben Hur                            | Ben Hur                         | Marcellus Agrippa                  | - minisorozat (2 epizód) - magyar hangja: - Reviczky Gábor      |
| 2010      | Kémvadászok                        | Spooks                          | Robert Westhouse                   | 1 epizód                                                        |
| 2013      | Borgia                             | Borgia                          | Piero Soderini                     | 2 epizód                                                        |
| 2013–2015 | Da Vinci démonai                   | Da Vinci's Demons               | IV. Szixtusz pápa                  | 24 epizód                                                       |
| 2014      | Downton Abbey                      | Downton Abbey                   | Lord Sinderby                      | 4 epizód                                                        |
| 2016      | Élet a Földön: őstörténet újraírva | Life on Earth: A New Prehistory | narrátor                           | - dokumentumsorozat (3 epizód) - magyar hangja: - Mihályi Győző |
| 2016–2017 | Trónok harca                       | Game of Thrones                 | Randyll Tarly                      | 5 epizód                                                        |
| 2018      | Halál a paradicsomban              | Death in Paradise               | Frank O'Toole                      | 1 epizód                                                        |
| 2018      | Gesztenye, a honalapító            | Watership Down                  | Frith (hangja)                     | minisorozat (4 epizód)                                          |
| 2020      | Az elmeorvos                       | The Alienist                    | Cornelius Vanderbilt II            | 1 epizód                                                        |
| 2020      | Varázslók: Arcadia meséi           | Wizards: Tales of Arcadia       | Artúr király / Zöld lovag (hangja) | minisorozat (10 epizód)                                         |
| 2021      | Európa a jövőben                   | Tribes of Europa                | Cameron tábornok                   | 5 epizód                                                        |
| 2022      | Utolsó befutók                     | Slow Horses                     | Charles Partner                    | 2 epizód                                                        |

### Videójáték
| Év   | Magyar cím                      | Eredeti cím                            | Szerep                        | Megjegyzések               |
| ---- | ------------------------------- | -------------------------------------- | ----------------------------- | -------------------------- |
| 2009 | Harry Potter és a Félvér Herceg | Harry Potter and the Half-Blood Prince | Perselus Piton (angol hangja) |                            |
| 2009 | League of Legends               | League of Legends                      | Swain (angol hangja)          | magyar hangja Széles Tamás |
| 2012 |                                 | Blades of Time                         | narrátor / Brutal Lich        |                            |
| 2014 |                                 | Dragon Age: Inquisition                | Cassandra üzletfele (hangja)  |                            |
| 2016 |                                 | The Turing Test                        | T.O.M                         |                            |